# Conlara
Conlara é uma comuna da província de Córdoba, na Argentina.